# Јек лоум
Јек лоум (кмер. បឹងយក្សឡោម) је језеро и популарна туристичка дестинација у покрајини Ратанакири на североистоку Камбоџе. Налази се на 4,8 километру од покрајинске престонице Банлунга у вулканском кратеру старом више од 4.000 година. Највиша дубина језера износи 48 метара, а вода је због велике концентрације биљака прозирно зелене боје. Јек лоумсе простире у пречнику од 0,72 км и има готово савршен кружни облик. Језеро окружују густе кишне шуме које представљају дом многим егзотичним папагаја и птица.